# 前河乡
前河乡，是中华人民共和国青海省海东市民和回族土族自治县下辖的一个乡镇级行政单位。

## 行政区划
前河乡下辖以下地区：
台其村、张家寺村、前河村、田家村、芒拉村、甘家川村、丰一村、丰二村、木家寺村、卧田村、上湾村和下湾村。